# Konёk-Gorbunok
Konёk-Gorbunok (Конёк-Горбунок) è un film del 1941 diretto da Aleksandr Arturovič Rou.

## Trama
Un padre manda i suoi tre figli Danila, Gavrila e Ivanushka a coltivare i loro campi. All'improvviso appare un cavallo bianco che, dopo che Ivanushka lo monta, inizia a parlare e gli promette tre cavalli. Dopo una corsa sfrenata attraverso il campo, il cavallo bianco lo lancia e scompare. Il ragazzo conserva una strana piuma dell'evento, che proviene dal piumaggio dell'uccello di fuoco.
La mattina dopo Danila e Gavrila guardano il fratello lasciare la stalla e chiuderla a chiave. Si intrufolano di nascosto, vedono due bellissimi cavalli e li rubano immediatamente. Quando Ivan si accorge del furto, rimane scioccato, il restante terzo cavallo, piccolo e poco appariscente e ignorato dai fratelli, lo incoraggia, però, e lo insegue.
Nel frattempo c'è una fiera in città. Lo zar vede qui i cavalli rubati e vuole comprarli dai fratelli. Ivan si unisce a loro, si rivela il vero proprietario e vende gli animali, ma lascia l'oro a Danila e Gawrila. I cavalli venduti si allontanano da Tschichir, il padrone della scuderia dello zar, e passano attraverso, Ivan può riprenderli. A tal fine, l'ufficio di Tschichir viene trasferito a lui.
L'ex maestro di scuderia, spinto dalla gelosia, nota che Ivan ha una piuma di uccello di fuoco e la rivela allo zar. Vuole impossessarsi del meraviglioso animale e manda Iwan fuori. Dopo essere riuscito a fuggire da una banda di ladri grazie al cavallo, hanno raggiunto il mare, dove un'enorme balena ha divorato Ivan e con lui diverse barche. Il ragazzo cade sotto il potere dello zar del mare, ma riesce a liberarsi e fa anche sputare di nuovo la balena dalle barche. Su uno di essi vede la bella Sarja-Sarjaniza e la porta a corte. Lo zar vuole sposare la bella donna, ma inizialmente rifiuta di sposare il monarca. Infine, accetta a condizione che lo zar si bagni nel latte bollente nel cortile del castello per tornare giovane. Costringe Ivan a prendere il campione per primo. Il cavallo miracoloso entra di nuovo e lo lascia uscire dal bollitore come un bellissimo giovane con una nobile veste. Lo zar ora salta dentro se stesso e viene ucciso nel processo. I servi ei soldati presenti divergono e il cavallo prodigioso scaccia l'ex padrone di stalla. Le porte del palazzo vengono aperte e tutta la gente si gode i tesori.
Alla fine Ivanuschka e Sarja si sposano, il cavallo prende il posto d'onore al tavolo nuziale.